# Souvenir de Madame Boullet
'Souvenir de Madame Boullet' est un cultivar de rosier hybride de thé obtenu avant 1921 par le rosiériste lyonnais Joseph Pernet-Ducher. Ce rosier est introduit au commerce en 1921 par les Grandes Roseraies du Val de la Loire. Il est issu du pollen de 'Sunburst' (Pernet-Ducher, 1904).

## Description
Cet hybride de thé présente de grandes fleurs d'un jaune profond presque abricot, plus clair au revers des pétales et presque orangé au cœur. Leurs boutons sont longs, les tiges soyeuses. Elles sont doubles et pleines (17-25 pétales) en forme de coupe et leur floraison est remontante, continuelle et abondante. C'est une variété de rosier qui fleurit tôt dans les jardins. Son parfum est plutôt léger.
Le buisson bien ramifié est muni d'aiguillons. Un sport grimpant est découvert en 1930 par Howard & Smith. C'est cette variété qui est la plus répandue aujourd'hui. 'Souvenir de Madame Boullet Cl.' peut s'élever à 250 cm et montre un feuillage épais, vert bronze. Il nécessite une exposition ensoleillée et convient au climat doux. Il ne supporte pas les hivers trop froid. Il a besoin d'une bonne taille à la veille du printemps effectuée au tiers.
Cette variété grimpante rencontre toujours un bon écho dans les pays anglo-saxons où elle n'a cessé de figurer dans les catalogues. Elle donne d'excellentes fleurs à couper.